# Myodocopida
Os miodocópidos (Myodocopida) é uma ordem de crustáceos ostracodos dentro da subclasse Myodocopa.
Os myodocopida distinguem-se por um sétimo membro de forma de verme, e, usualmente, um rostrum abaixo de uma fendidura, de onde saem as antenas. Na contramão de outros ostrácodos, muitas espécies dos Myodocopida têm olhos compostos laterais. Desde 1975, tem tido muita investigação na morfologia, condutas e distribuição dos miodocópidos. Mais recentemente, o estudo de seus sequências de DNA têm sido usadas para estudar a filogenia de vários grupos.

## Taxonomia
Os miodocópidos incluem um único subordem com cinco famílias repartidas em três superfamílias:
Subordemn Myodocopina Sars, 1866
- Superfamília Cypridinoidea Baird, 1850

Família Cypridinidae Baird, 1850
- Superfamília Cylindroleberidoidea Müller, 1906

Família Cylindroleberididae Müller, 1906
- Superfamília Sarsielloidea Brady & Norman, 1896

Família Philomedidae Müller, 1906
Família Rutidermatidae Brady & Norman, 1896
Família Sarsiellidae Brady & Norman, 1896